# 가즈마 마사히로
가즈마 마사히로(일본어: 數馬 正浩, 1982년 6월 22일 ~ )는 일본의 전 축구 선수이다.

## 구단 경력
과거 요코하마 F. 마리노스, 베갈타 센다이에서 활동하였다.